# Po stopách dinosaurů
Po stopách dinosaurů je populárně naučná kniha, jejímž hlavním tématem jsou chronologicky řazené příběhy z období druhohor, kdy pevninám planety Země vládli neptačí dinosauři. Autorem knihy je popularizátor paleontologie Vladimír Socha. Ilustrace v knize jsou dílem Lubomíra Kupčíka, autorem titulní ilustrace spinosaura je Luis Rey. Kniha vyšla roku 2011.

## Obsah

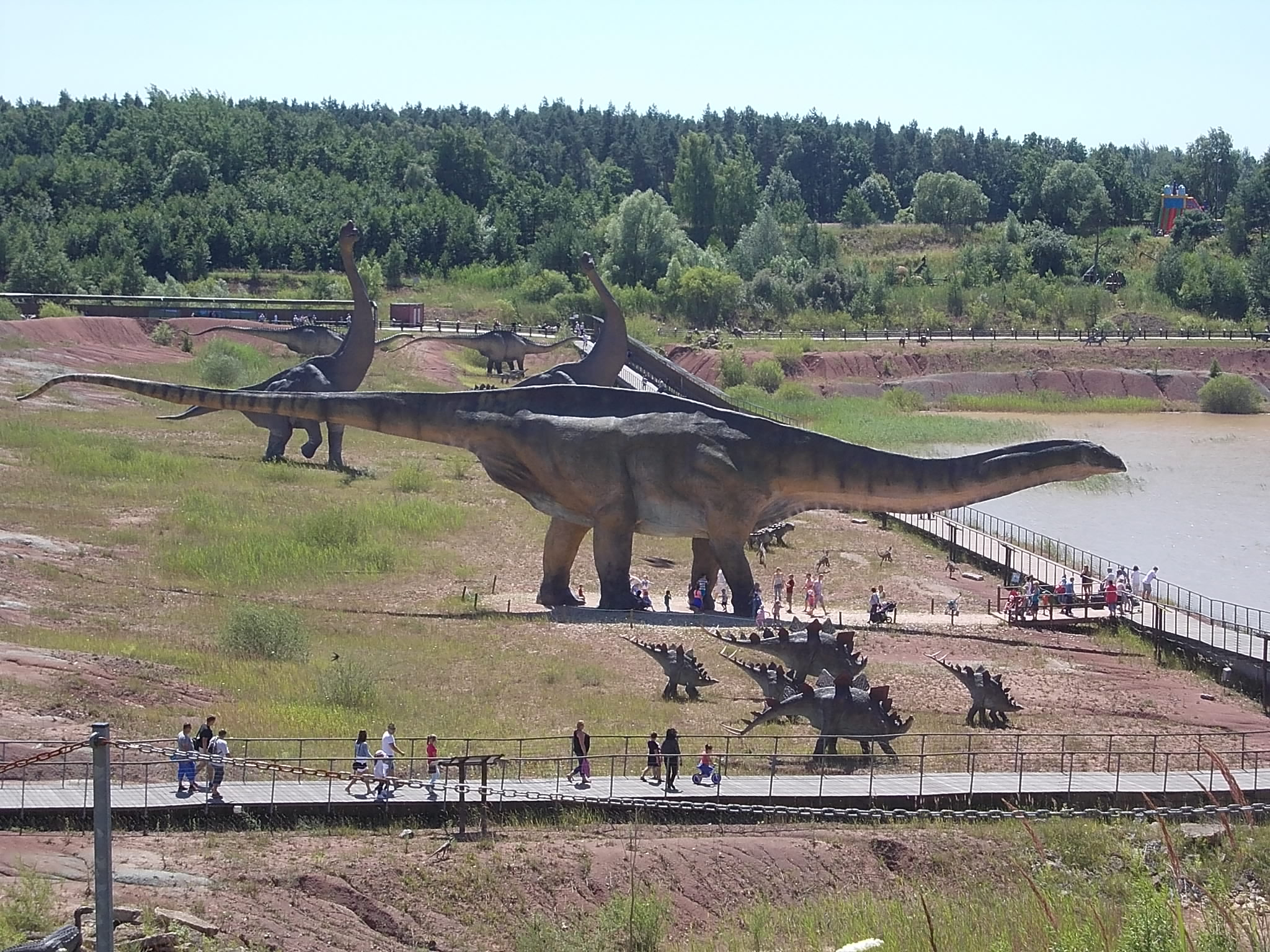
V knize se objevuje také obří sauropod Amphicoelias (Maraapunisaurus) fragillimus.

Kniha obsahuje celkem 21 povídek z období druhohorní éry (před 252 až 66 miliony let), které jsou řazeny chronologicky. První vypráví o životě raných dinosaurů v době asi před 230 miliony let (svrchní trias), poslední pak o jejich vyhynutí (resp. možném přežití) hranice mezi druhohorní a třetihorní érou (před 66 miliony let). Vyskytují se zde známé i méně známé druhy dinosaurů, například záhadný gigantický sauropod Amphicoelias (Maraapunisaurus) fragillimus. V knize se objevuje také hypotetická civilizace dinosauroidů nebo popis katastrofy, která dinosaury vyhubila (dopad asteroidu Chicxulub). Povídky jsou doplněny černobílými ilustracemi Lubomíra Kupčíka.